# Майнрад фон Лаухерт
Майнрад фон Лаухерт (нім. Meinrad von Lauchert; 29 серпня 1905, Потсдам — 4 грудня 1987, Штутгарт) — німецький воєначальник, генерал-майор вермахту. Кавалер Лицарського хреста Залізного хреста з дубовим листям.

## Біографія
1 квітня 1924 року вступив в рейхсвер, служив у рухомих частинах. З 15 жовтня 1935 року — командир роти 5-го протитанкового дивізіону. З 10 листопада 1938 року — командир 2-ї роти, з 1 вересня 1939 року — 1-го батальйону 35-го танкового полку, з яким брав участь в Польській та Французькій кампаніях, а також у Німецько-радянській війні. З 10 грудня 1942 року — командир 59-го танкового навчального батальйону в Нойруппіні, з 5 червня 1943 року — танкового полку «Графенвер». З 7 серпня 1943 по 1 серпня 1944 року — командир 15-го танкового полку. З 24 серпня 1944 року — командир танкового з'єднання «Штрахвіц», з 15 грудня 1944 року — 2-ї танкової дивізії. 19 березня 1945 року здався в полон французьким військам. В 1947 році звільнений.

## Звання
- Фанен-юнкер (1 квітня 1924)
- Фенріх (1 серпня 1928)
- Оберфенріх (1 серпня 1929)
- Лейтенант (1 лютого 1931)
- Оберлейтенант (1 липня 1933)
- Ротмістр (1 березня 1937)
- Майор (1 квітня 1941)
- Оберстлейтенант (1 серпня 1843)
- Оберст (1 лютого 1944)
- Генерал-майор (1 березня 1945)

## Нагороди
- Медаль «За вислугу років у Вермахті» 3-го і 4-го класу (12 років; 2 жовтня 1936) — отримав 2 нагороди одночасно.
- Залізний хрест
  - 2-го класу (22 вересня 1939)
  - 1-го класу (23 жовтня 1939)
- Медаль «За Атлантичний вал» (25 червня 1940)
- Нагрудний знак «За танкову атаку» в сріблі
- Сертифікат Пошани Головнокомандувача Сухопутних військ Вермахту (30 липня 1941)
- Почесна застібка на орденську стрічку для Сухопутних військ (8 серпня 1941)
- Лицарський хрест Залізного хреста з дубовим листям
  - лицарський хрест (8 вересня 1941)
  - дубове листя (№ 396; 12 лютого 1944)
- Медаль «За зимову кампанію на Сході 1941/42» (27 серпня 1942)
- Німецький хрест в золоті (5 вересня 1943)
- Відзначений у Вермахтберіхт
  - «У боях на кордоні Східної Пруссії особливо відзначилися 2 бойові групи під командуванням кавалерів дубового листя оберста Кеца та оберста Лаухерта.» (25 жовтня 1944)